# Conjectura de Redmond–Sun
A menos de uma quantidade finita de exceções,  todo intervalo {\displaystyle [x^{m},y^{n}]} com x, y, m, n ∈ {2, 3, 4, ...} contém ao menos um número primo?
A Conjectura de Redmond-Sun é um dos problemas não-resolvidos da matemática relacionado com a distribuição dos números primos, proposta por Stephen Redmond e Zhi-Wei Sun em 2006.

## Conjectura
A conjectura afirma que todo intervalo [x m, y n] com x, y, m, n ∈ {2, 3, 4, ...} contém números primos, com uma quantidade finita de exceções. 
Para exemplificar, tomemos o intervalo [2 3, 5 4] = [8, 625]. Os seguintes primos podem ser encontrados nesse intervalo:
- 11, 13, 17, 19, 23, 29, 31, 37, 41, 43, 47, 53, 59, 61, 67, 71, 73, 79, 83, 89, 97, 101, 103, 107, 109, 113, 127, 131, 137, 139, 149, 151, 157, 163, 167, 173, 179, 181, 191, 193, 197, 199, 211, 223, 227, 229, 233, 239, 241, 251, 257, 263, 269, 271, 277, 281, 283, 293, 307, 311, 313, 317, 331, 337, 347, 349, 353, 359, 367, 373, 379, 383, 389, 397, 401, 409, 419, 421, 431, 433, 439, 443, 449, 457, 461, 463, 467, 479, 487, 491, 499, 503, 509, 521, 523, 541, 547, 557, 563, 569, 571, 577, 587, 593, 599, 601, 607, 613, 617 e 619.

Portanto, este intervalo contém 110 números primos. 
Outro exemplo pode ser visualizado tomando o intervalo [529 2, 6 7] = [279841, 279936].  Os seguintes primos podem ser encontrados nesse intervalo:
- 279847, 279857, 279863, 279883, 279913 e 279919. [2]

Portanto, o intervalo [529 2, 6 7] contém 6 números primos.

## Exceções
A conjectura propõe que o intervalo [x m, y n] sempre possui números primos, a menos de finitas exceções. Essas exceções são as seguintes:
{\displaystyle [2^{3},\,3^{2}],\ [5^{2},\,3^{3}],\ [2^{5},\,6^{2}],\ [11^{2},\,5^{3}],\ [3^{7},\,13^{3}],}:{\displaystyle [5^{5},\,56^{2}],\ [181^{2},\,2^{15}],\ [43^{3},\,282^{2}],\ [46^{3},\,312^{2}],\ [22434^{2},\,55^{5}].}
Não se sabe se existem outras exceções além das citadas acima.

## A funçãoRS[xm,yn]{\displaystyle {\mathcal {RS}}_{[x^{m},y^{n}]}}

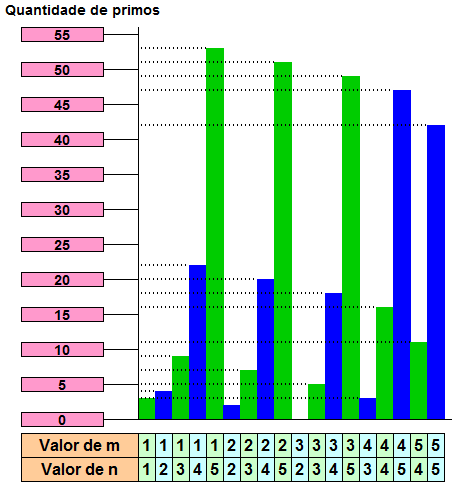
Quantidade de primos no intervalo [2^{ m}, 3^{ n}], para m,n positivos menores ou iguais a 5.

Pode-se interpretar a conjectura de outra forma a partir da definição de uma função {\displaystyle {\mathcal {RS}}_{[x^{m},y^{n}]}} que associa a cada intervalo a quantidade de primos contida no mesmo. Por exemplo, 
- {\displaystyle {\mathcal {RS}}_{[2^{3},3^{2}]}=0}

- {\displaystyle {\mathcal {RS}}_{[2^{4},3^{3}]}=3}

- {\displaystyle {\mathcal {RS}}_{[2^{3},5^{4}]}=110}

- {\displaystyle {\mathcal {RS}}_{[8^{7},7^{8}]}=242153}[3]

O gráfico mostra a quantidade de primos no intervalo [2 m, 3 n], para m,n menores ou iguais a 5.

## Formulações alternativas
A partir da definição da função {\displaystyle {\mathcal {RS}}_{[x^{m},y^{n}]}}, pode-se formular a conjectura do seguinte modo: A função  {\displaystyle {\mathcal {RS}}_{[x^{m},y^{n}]}} possui uma quantidade finita de raízes.
A função {\displaystyle {\mathcal {RS}}_{[x^{m},y^{n}]}} pode também ser interpretada como uma função de 4 variáveis inteiras positivas {\displaystyle {\mathcal {RS}}(x,y,m,n)}, e utilizando a função de distribuição dos números primos, pode ser definida explicitamente como:
{\displaystyle {\mathcal {RS}}(x,y,m,n)=\pi (y^{n})-\pi (x^{m})} (i)
E pode-se ainda criar outra formulação da conjectura com base exclusivamente na função {\displaystyle \pi (x)}. Uma vez que as raízes de {\displaystyle {\mathcal {RS}}(x,y,m,n)} são as quádruplas {\displaystyle (x,y,m,n)} que satisfazem 
{\displaystyle {\mathcal {RS}}(x,y,m,n)=0} (ii),
temos substituindo (ii) em (i) que:
{\displaystyle 0=\pi (y^{n})-\pi (x^{m})\rightarrow \pi (y^{n})=\pi (x^{m})}
Então, pode-se enunciar a conjectura de Redmond-Sun da seguinte forma: A igualdade
{\displaystyle \pi (y^{n})=\pi (x^{m})}
possui uma quantidade finita de soluções para x,y,m,n {\displaystyle \in \mathbb {Z} _{+}} (nos inteiros estritamente positivos).

## Status
A conjectura já foi verificada para intervalos [x m, y n] menores que 1012. 
A conjectura inclui a Conjectura de Catalan e a Conjectura de Legendre como casos especiais. Também possui relações com a conjectura abc, como mostrado por Carl Pomerance.